# Asahi (Nagano)
Pour les articles homonymes, voir Asahi.
Asahi (朝日村, Asahi-mura) est un village du district de Higashichikuma, dans la préfecture de Nagano au Japon.

## Géographie

### Démographie
Au 1er juin 2016, la population d'Asahi s'élevait à 8 845 habitants répartis sur une superficie de 70,62 km2.